# Bulgarie (thème)
Le thème de Bulgarie est un thème byzantin (une province civile et militaire) établi à la suite de la conquête de l'Empire bulgare par Basile II en 1019.

## Histoire

Les thèmes de l'Empire byzantin à la mort de Basile II en 1025.

Il recouvre la partie centrale de l'ancien empire, les régions périphériques étant englobées dans d'autres thèmes (Paristrion, Serbie…). Soucieux de respecter le particularisme bulgare, Basile II dote le thème de certaines spécificités. La plupart des anciennes institutions de l'Empire bulgare sont conservées. Toutefois, il nomme des officiers grecs à la tête des forteresses de la région. Du fait de son importance, le thème devient ensuite un catépanat puis un duché. Le stratège du thème de Bulgarie siège à Skopje bien que certains auteurs (Skabalanovitch ou Moutaftchiev) ont affirmé qu'Ochrida est la capitale du thème lors des premières années suivant sa création. La mention de Romain Diogène comme duc de Sardique en 1067 implique que le thème originel de Bulgarie est fractionné en plusieurs thèmes.
L'élimination de l'Empire bulgare laisse l'Empire byzantin vulnérable aux attaques des peuplades vivant au nord du Danube comme les Pétchénègues. Dès lors, le thème de Bulgarie est victime de plusieurs raids destructeurs lors du XIe siècle. En 1185, les frères Asen, mécontents de ne pas obtenir plus de terres, se révoltent contre l'autorité byzantine. Cette rébellion est soutenue par la paysannerie accablée par le poids de l'impôt ainsi que par les différentes populations (Coumans, Valaques) ayant migré dans l'ancien territoire de l'Empire bulgare à la suite de la destruction de celui-ci. En 1186, Isaac II Ange mène une campagne contre les rebelles, qui sont vaincus, mais ces derniers repartent à l'offensive quelques mois plus tard, soutenus par les Coumans. Isaac parvient difficilement à les repousser mais sans les annihiler. Finalement, le basileus doit abandonner la Bulgarie soutenue par Étienne Nemanja, qui profite de la situation pour conquérir des territoires byzantins. De plus, une révolte en Asie Mineure contraint Isaac à détourner ses forces de la lutte contre les Bulgares. Un traité de paix entérine la création du deuxième Empire bulgare en 1187.